# Barry O'Brien
Barry O'Brien (n. 1969) es un guionista de televisión y productor estadounidense de ascendencia irlandesa.
Sus créditos incluyen Happy Days, Perfect Strangers, Hangin' with Mr. Cooper, Judging Amy, CSI: Miami y es el Cocreador de Serie Original de Disney Channel Hannah Montana.
Barry está casado con Rachel. Tienen una hija, Delaney, y un hijo, Declan.
En el 2006, fue el creador de la serie televisiva de disney Channel, Hannah Montana, Quien él se destacó por ese papel. 